# Aretas Akers-Douglas (2e vicomte Chilston)
Pour les articles homonymes, voir Aretas Akers-Douglas, Akers et Douglas.
Aretas Akers-Douglas (17 février 1876-25 juillet 1947), est un diplomate britannique. Il est ambassadeur en Union soviétique entre 1933 et 1938.

## Jeunesse et formation
Chilston est né à Londres, fils d'Aretas Akers-Douglas (1er vicomte Chilston), et d'Adeline Mary, fille d'Horatio Austen-Smith. Il fait ses études au Collège d'Eton .

## Carrière diplomatique
Akers-Douglas entre dans le service diplomatique en 1898 et est nommé troisième secrétaire en décembre 1900. Il est officier dans le 3e bataillon (de milice) du Royal Scots (Lothian Regiment), où il est nommé capitaine le 15 avril 1899. Il est détaché pour le service en Égypte le 14 mars 1900.
Il occupe des postes mineurs avant d'être nommé ambassadeur en Autriche en 1921, poste où il reste jusqu'en 1928. Il est ensuite ambassadeur en Hongrie entre 1928 et 1933 et ambassadeur en Union soviétique entre 1933 et 1938. Il est nommé chevalier de l'Ordre de Saint-Michel et Saint-Georges en 1918, commandeur en 1927 et grand-croix en 1935  et est admis au Conseil privé en 1939 .

## Famille
Lord Chilston épouse Amy, fille du major John Robert Jennings-Bramly, en 1903. Ils ont deux fils, dont l'aîné, l'hon. Aretas, est tué dans un accident de voiture en 1940. Lord Chilston est décédé en juillet 1947, âgé de 71 ans, et est remplacé dans la vicomté par son deuxième et unique fils survivant, Eric. Lady Chilston est décédée en août 1962 .